# Season 2 (álbum)
Season 2 es el segundo álbum de estudio coreano (tercero en general) de la banda surcoreana INFINITE. Fue lanzado el 21 de mayo de 2014, bajo Woollim Entertainment. El álbum contiene 13 canciones, entre las que se incluye la canción principal titulada «Last Romeo». Una versión reeditada fue lanzada el 22 de julio de 2014, bajo el título de Be Back e incluyó dos canciones nuevas junto a una nueva ronda de promociones para «Back», que fue escogida como pista promocional.

## Antecedentes
El 17 de abril, la página oficial del grupo se sometió a una completa transformación, y los visitantes pudieron leer un mensaje sencillo en blanco y negro que dice “Infinite Temporada 2”, bajo el texto se lee “Last Romeo”.
La primera imagen promocional del nuevo álbum fue revelada el 11 de mayo de 2012. Unas horas después, un representante de Woollim Entertainment confirmaría el nuevo álbum en una entrevista para el medio Newsen.

## Promoción
El 14 de mayo de 2014, se reveló una imagen que contenía la lista completa de canciones, donde se señala que los miembros Sunggyu y Woohyun tendrían canciones en solitario, así como también las subunidades oficiales del grupo: Infinite H e Infinite F. Al día siguiente, se reveló un video popurrí con un avance de los 13 temas a través de su canal oficial de YouTube.
El grupo celebró un mini concierto organizado por MelOn y trasmitido por internet, donde acudieron 5 000 fanes, y cantaron cuatro temas del nuevo álbum: «Season 2», «Memories», «Someone Like Me» y su sencillo promocional «Last Romeo».

## Sencillos

### Last Romeo
«Last Romeo» fue escogida como canción promocional del álbum. El 13 de mayo se reveló el primer video adelanto para el video musical de la canción.
El 21 de mayo, se reveló el vídeo musical completo de «Last Romeo», y muestra un dramático y emocionante romance mientras los miembros persiguen a sus amadas, además emite una vibra oscura, distinta a los vídeos musicales pasados del grupo. Además contiene escenas limpias que muestran la intensa coreografía de la canción.
El 3 de septiembre, el grupo lanzó el video de práctica de la coreografía para «Last Romeo» que se combina con el intro del álbum «Season 2».

### Back
«Back» fue escogida como pista promocional para la versión reeditada del álbum, que lleva el nombre de Be Back. El 22 de julio de 2014, se reveló una imagen de adelanto para el álbum a través de su web oficial. La imagen, tomada en blanco y negro, muestra a los miembros caminando solemnemente a través de un campo seco. Las palabras “Infinite”, “Be Back” (“Estar de vuelta”) y “2014.07.14″ están escritas a lo ancho, dándole el título y la fecha al regreso del grupo.
El 15 de julio se reveló el primer video de adelanto para el video musical de «Back». Un segundo video de adelanto, esta vez ya se pudo escuchar parte de la canción, fue lanzado el 17 de julio.
El 20 de julio se lanzó el video completo para «Back». Los chicos muestran una imagen más oscura convirtiéndose en gánsteres y pelean para salvar a la pequeña hermana del líder Sunggyu, interpretado por la actriz Kim Hyang Ki. «Back» tuvo como productor a Rphabet, quien también está detrás de su canción anterior “Destiny”.

## Lista de canciones
| N.º   | Título                                                      | Letras                       | Música                                     | Duración |  |
| 1.    | «Season 2» (Instrumental)                                   |                              | Yue                                        | 1:03     |  |
| 2.    | «Last Romeo»                                                | Song Soo Yoon, Dongwoo, Hoya | Han Jae Ho, Kim Seung Soo                  | 3:16     |  |
| 3.    | «Follow Me»                                                 | Jae Lee Yoon                 | Jae Lee Yoon                               | 3:27     |  |
| 4.    | «Rocinante» (로시난테; Rosinante)                           | Song Soo Yoon                | Lee Chang Hyeon , Han Jae Ho, Kim Sung Soo | 3:09     |  |
| 5.    | «Breathe» (숨 좀 쉬자; Soom Jom Swija)                      | Song Soo Yoon                | G-High, Lee Ju Hyeon                       | 3:32     |  |
| 6.    | «Light» (Solo de Sunggyu)                                   | Sungkyu Jae                  | Lee Yoon                                   | 3:37     |  |
| 7.    | «Alone» (Infinite H)                                        | Rphabet, Dongwoo, Hoya       | Rphabet                                    | 3:30     |  |
| 8.    | «"Memories»                                                 | Song Soo Yoon                | Han Jae Ho, Kim Sung Soo, Yue              | 3:39     |  |
| 9.    | «A Person Like Me» (나란 사람; Naran Saram)                 | Jae Lee Yoon                 | Jae Lee Yoon                               | 3:53     |  |
| 10.   | «Reflex»                                                    | Song Soo Yoon                | Han Jae Ho, Kim Sung Soo, Go Nam Soo       | 3:16     |  |
| 11.   | «Crazy» (Infinite F), (미치겠어; Michigesseo)               | Konan (Rocoberry)            | Konan (Rocoberry)                          | 3:51     |  |
| 12.   | «Close My Eyes» (Woohyun), (눈을 감으면; Nuneul Gameumyeon) | Woohyun                      | Woohyun                                    | 5:04     |  |
| 13.   | «I Need U Back»                                             | Lee Ki, So Jong Bae, Ang Lee | Lee Ki, So Jong Bae, Ang Lee               | 3:13     |  |
| 44:30 |                                                             |                              |                                            |          |  |

| Reedición Be Back |                                                             |                              |                                            |          |  |
| N.º               | Título                                                      | Letras                       | Música                                     | Duración |  |
| 1.                | «Season 2» (Instrumental)                                   |                              | Yue                                        | 1:03     |  |
| 2.                | «Last Romeo»                                                | Song Soo Yoon, Dongwoo, Hoya | Han Jae Ho, Kim Seung Soo                  | 3:16     |  |
| 3.                | «Back»                                                      | Rphabet                      | Rphabet                                    | 3:53     |  |
| 4.                | «Diamond»                                                   | Yi Gi, Jang Won Gyu, Mengi   | Yi Gi, Jang Won Gyu, Mengi                 | 3:51     |  |
| 5.                | «Follow Me»                                                 | Jae Lee Yoon                 | Jae Lee Yoon                               | 3:27     |  |
| 6.                | «Rocinante» (로시난테; Rosinante)                           | Song Soo Yoon                | Lee Chang Hyeon , Han Jae Ho, Kim Sung Soo | 3:09     |  |
| 7.                | «Breathe» (숨 좀 쉬자; Soom Jom Swija)                      | Song Soo Yoon                | G-High, Lee Ju Hyeon                       | 3:32     |  |
| 8.                | «Light» (Solo de Sunggyu)                                   | Sungkyu Jae                  | Lee Yoon                                   | 3:37     |  |
| 9.                | «Alone» (Infinite H)                                        | Rphabet, Dongwoo, Hoya       | Rphabet                                    | 3:30     |  |
| 10.               | «"Memories»                                                 | Song Soo Yoon                | Han Jae Ho, Kim Sung Soo, Yue              | 3:39     |  |
| 11.               | «A Person Like Me» (나란 사람; Naran Saram)                 | Jae Lee Yoon                 | Jae Lee Yoon                               | 3:53     |  |
| 12.               | «Reflex»                                                    | Song Soo Yoon                | Han Jae Ho, Kim Sung Soo, Go Nam Soo       | 3:16     |  |
| 13.               | «Crazy» (Infinite F), (미치겠어; Michigesseo)               | Konan (Rocoberry)            | Konan (Rocoberry)                          | 3:51     |  |
| 14.               | «Close My Eyes» (Woohyun), (눈을 감으면; Nuneul Gameumyeon) | Woohyun                      | Woohyun                                    | 5:04     |  |
| 15.               | «I Need U Back»                                             | Lee Ki, So Jong Bae, Ang Lee | Lee Ki, So Jong Bae, Ang Lee               | 3:13     |  |
| 52:14             |                                                             |                              |                                            |          |  |

## Posicionamiento en listas
| Lista                    | Posición |
| ------------------------ | -------- |
| Gaon Weekly Album Chart  | 1        |
| Gaon Monthly Album Chart | 3        |
| Gaon Yearly Album Chart  | 6        |
| Hanteo Chart             | 1        |
| Billboard World Albums   | 7        |

## Premios
Programas musicales
| Año  | Fecha       | Canción      | Programa         |
| ---- | ----------- | ------------ | ---------------- |
| 2014 | 28 de mayo  | «Last Romeo» | Show Champion    |
| 2014 | 29 de mayo  | «Last Romeo» | M! Countdown     |
| 2014 | 30 de mayo  | «Last Romeo» | Music Bank       |
| 2014 | 4 de junio  | «Last Romeo» | Show Champion    |
| 2014 | 5 de junio  | «Last Romeo» | M! Countdown     |
| 2014 | 13 de junio | «Last Romeo» | Music Bank       |
| 2014 | 2 de agosto | «Back»       | Show! Music Core |

## Historia de lanzamiento
| Región        | Formato              | Fecha                                              | Discográfica                                                     |
| ------------- | -------------------- | -------------------------------------------------- | ---------------------------------------------------------------- |
| Corea del Sur | CD, descarga digital | 21 de mayo de 2014 22 de julio de 2014 (reedición) | S.M. Culture & Contents Woollim Entertainment LOEN Entertainment |
| Mundialmente  | Descarga digital     | 21 de mayo de 2014 22 de julio de 2014 (reedición) | S.M. Culture & Contents Woollim Entertainment LOEN Entertainment |